# Voo Nepal Airlines 183
O voo Nepal Airlines 183 ou (RA-183) foi um voo doméstico de passageiros do Nepal que caiu em uma selva de região montanhosa perto da cidade de Dhikura, no Nepal, em 16 de fevereiro de 2014. O avião, com cerca de 40 anos e operado pela empresa local, Nepal Airlines, levava 15 passageiros e 3 tripulantes a bordo.

## Passageiros
No desastroso voo 183, havia uma totalidade de 18 pessoas, sendo destas 17 nepaleses, incluindo uma criança e os três membros da tripulação, além de um turista dinamarquês. Todos faleceram com o forte impacto.

## Aeronave
O avião acidentado era um De Havilland Canada DHC-6 Twin Otter, de prefixo 9N-ABB e equipado com dois motores Pratt & Whitney Canada PT6A-27. Na ocasião, possuía cerca de 43.947 horas totais de voo e 74.217 ciclos de pouso e decolagem, desde seu primeiro voo em 1971. Com a queda, a aeronave sofreu graves danos, declarados irreparáveis, e nunca mais voou.

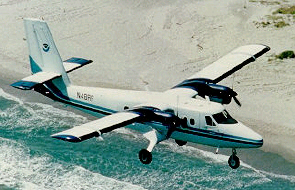
DHC-6, aeronave de mesmo modelo da acidentada no voo 183.

## Acidente
O voo RA-183, decolou as 12h e 43min do aeroporto da cidade turística de Pokhara, Nepal, com destino à remota cidade de Jumla, cerca de 60 km a noroeste da capital nepalesa Catmandu.
Durante o voo os pilotos estavam voando em um ambiente desconfortável devido às condições meteorológicas desfavoráveis, com a presença de neve. Na tentativa de evitar o mau tempo, os pilotos tiveram que voar para cima e para baixo, mudando a rota. Finalmente, observando ser incapaz de prosseguir, o capitão decidiu desviar o voo para o aeroporto mais próximo em Bhairahawa.
No entanto, o capitão não levou em consideração o terreno montanhoso, e na descida, continuou virando à direita. As 13h e 13 min local, a torre de controle perdeu o conta(c)to com o avião.
A aeronave inicialmente cortou uma árvore pequena e, finalmente, impactou contra uma colina, na selva de Masine Lek, que está localizado em Dhikura. Devido ao forte impacto, a asa esquerda foi desintegrada em primeiro lugar e, em seguida, a parte da frente da aeronave tombou para baixo do cume com vários impactos subsequentes.
Sem informações de seu paradeiro, o governo nepalês declarou a aeronave como desaparecida durante horas após sua queda. Os destroços foram então localizados na manhã seguinte, em 17 de fevereiro, a uma altitude de 2.192 metros, não havendo sobreviventes.
O gravador de voz mostrou que o co-piloto tinha avisado o capitão para não descer ou virar.

## Causas
Após investigações detalhadas e análise aprofundada das circunstâncias e evidências, a Comissão determinou que as causas mais prováveis do acidente foram "perder a consciência situacional por parte do PIC (Pilot in Command, ou seja, piloto em comando) durante o voo, em instrumento de condições de mal tempo meteorológico, para a extensão da colisão com o terreno". Os fatores que contribuíram para a ocorrência foram; o clima deteriorado, associado a situação instável da natureza, e ainda, coordenação da tripulação inadequada e insuficiente ao alterar curso de ação.